# Кентауська міська адміністрація
Кента́уська міська адміністрація (каз. Кентау қаласы әкімдігі, рос. Кентауская городская администрация) — адміністративна одиниця у складі Туркестанської області Казахстану. Адміністративний центр — місто Кентау.

## Населення
Населення — 96884 особи (2021; 80854 у 2009, 82478 у 1999, 90047 у 1989).

## Історія
27 липня 2018 року до складу міської адміністрації були включені 12 сільських округів Туркестанської міської адміністрації загальною площею 7217,45 км² — Бабайкурганський, Жібекжолинський, Жуйнецький, Іаський, Карашицький, Новоіканський, Сауранський, Староіканський, Урангайський, Ушкаїцький, Чагинський та Чернацький. 2021 року ці ж 12 сільських округів були виведені зі складу міської адміністрації та утворили новий Сауранський район. 2023 року до складу адміністрації було передано територію Сауранського району площею 755,52 км².

## Склад
До складу адміністрації входять місто Кентау та 4 сільських округи:
| Поселення                     | Площа, км² | Населення, осіб (1989) | Населення, осіб (1999) | Населення, осіб (2009) | Населення, осіб (2021) | Центр   | Населені пункти |
| ----------------------------- | ---------- | ---------------------- | ---------------------- | ---------------------- | ---------------------- | ------- | --------------- |
| Кентау, місто                 | 77,14      | 64228                  | 55521                  | 57121                  | 72573                  | -       | 1               |
| Ачисайський сільський округ   | 154,65     | 6060                   | 3839                   | 2176                   | 1677                   | Ачисай  | 1               |
| Баялдирський сільський округ  | 249,27     | 2249                   | 2093                   | 1528                   | 1582                   | Баялдир | 1               |
| Кантагинський сільський округ | 446,95     | 8255                   | 9587                   | 6364                   | 5978                   | Кантагі | 1               |
| Карнацький сільський округ    | 359,01     | 9255                   | 11438                  | 14295                  | 15074                  | Карнак  | 3               |

## Найбільші населені пункти
Населені пункти з чисельністю населення понад 1000 осіб:
| № | Населений пункт | Населення, осіб (1989) | Населення, осіб (1999) | Населення, осіб (2009) | Населення, осіб (2021) |
| - | --------------- | ---------------------- | ---------------------- | ---------------------- | ---------------------- |
| 1 | Кентау          | 64228                  | 55521                  | 57121                  | 72573                  |
| 2 | Карнак          | 6688                   | 7305                   | 10246                  | 12860                  |
| 3 | Кантагі         | 8255                   | 9587                   | 6364                   | 5978                   |
| 4 | Ачисай          | 6060                   | 3839                   | 2176                   | 1677                   |
| 5 | Баялдир         | 2249                   | 2093                   | 1528                   | 1582                   |
| 6 | Кушата          | 640                    | 1102                   | 1457                   | 1189                   |
| 7 | Бургем          | 797                    | 1260                   | 1356                   | 1025                   |